# Centrum Szkolenia Straży Granicznej w Kętrzynie
Centrum Szkolenia Straży Granicznej imienia Żołnierzy Korpusu Ochrony Pogranicza w Kętrzynie (CSSG) – jeden z trzech ośrodków szkolenia Straży Granicznej, z siedzibą w Kętrzynie.

## Formowanie i zmiany organizacyjne
7 maja 1991 Komendant Główny Straży Granicznej płk prof. dr hab. Marek Lisiecki wydał zarządzenie nr 012 na mocy którego 16 maja 1991 rozwiązano Centrum Szkolenia Wojsk Ochrony Pogranicza w Kętrzynie. Jednocześnie na mocy tego zarządzenia zostało utworzone Centrum Szkolenia Straży Granicznej w Kętrzynie  według etatu nr 44/019 o stanie osobowym 236 funkcjonariuszy i 61 pracowników urzędów państwowych
Komendant Główny Straży Granicznej ppłk dypl. Krzysztof Janczak decyzją z 6 lipca 1992 nadał Centrum Szkolenia SG sztandar, którego uroczyste wręczenie nastąpiło w 14 listopada 1992 .
16 maja 2007 Minister Spraw Wewnętrznych i Administracji na wniosek Komendanta Centrum Szkolenia Straży Granicznej w Kętrzynie nadał Centrum Szkolenia Straży Granicznej w Kętrzynie imię „Żołnierzy Korpusu Ochrony Pogranicza” .
5 maja 2008 Minister Spraw Wewnętrznych i Administracji na wniosek Komendanta Głównego Straży Granicznej nadał Centrum nowy sztandar, ufundowany przez społeczeństwo ziemi warmińsko-mazurskiej.
Zarządzeniem nr 64 Komendanta Głównego Straży Granicznej z 2 listopada 2010 określono i wprowadzono symbol Centrum Szkolenia Straży Granicznej.
Od 1 marca 2012 funkcjonowanie Centrum Szkolenia reguluje Zarządzenie nr 13 Komendanta Głównego Straży Granicznej z 27 lutego 2012 w sprawie utworzenia, organizacji i zakresu działania Centrum Szkolenia Straży Granicznej im. Żołnierzy Korpusu Ochrony Pogranicza w Kętrzynie.
Nadzór na działalnością dydaktyczną Centrum sprawuje Dyrektor Biura Kadr i Szkolenia Komendy Głównej Straży Granicznej, obsługę logistyczno-finansową Centrum zapewnia Komendant Warmińsko-Mazurskiego Oddziału Straży Granicznej.

## Zadania Centrum Szkolenia
Podstawowym zadaniem Centrum jest szkolenie i przygotowanie funkcjonariuszy oraz pracowników Straży Granicznej do prawidłowego wykonywania zadań określonych w Ustawie z 12 października 1990 o Straży Granicznej oraz w przepisach wykonawczych do tej ustawy.

### Do zadań Centrum należy w szczególności
1. Prowadzenie przeszkolenia specjalistycznego do mianowania na pierwszy stopień oficerski Straży Granicznej
2. Prowadzenie szkolenia podstawowego, szkolenia w zakresie szkoły podoficerskiej, szkolenia w zakresie szkoły chorążych
3. Prowadzenie doskonalenia zawodowego na zasadach określonych odrębnymi przepisami
4. Kształtowanie u słuchaczy, o których mowa w ust. 5, umiejętności samodzielnego myślenia oraz sprawnego i twórczego działania
5. Wyrabianie u słuchaczy, o których mowa w ust. 5, nawyku samokształcenia poprzez wdrażanie do systematycznego uzupełniania i pogłębiania uzyskanej wiedzy
6. Kształtowanie u słuchaczy, o których mowa w ust. 5, umiejętności wykorzystywania nabytej wiedzy podczas wykonywania obowiązków służbowych
7. Udzielanie pomocy szkoleniowej komórkom organizacyjnym Komendy Głównej Straży Granicznej i jednostkom organizacyjnym Straży Granicznej
8. Wykonywanie zadań wynikających z pełnienia funkcji odwodu centralnego podporządkowania Komendanta Głównego Straży Granicznej
9. Organizowanie i przeprowadzanie postępowań kwalifikacyjnych w stosunku do kandydatów ubiegających się o przyjęcie do służby w Straży Granicznej oraz funkcjonariuszy-kandydatów ubiegających się o przyjęcie na przeszkolenie specjalistyczne do mianowania na pierwszy stopień oficerski Straży Granicznej, w zakresie określonym odrębnymi przepisami
10. Organizowanie konferencji, seminariów, sympozjów, warsztatów, wykładów i odczytów samodzielnie lub we współpracy z uczelniami wyższymi i podmiotami współpracującymi.

Centrum może prowadzić szkolenia dla innych organów i instytucji właściwych w sprawach ochrony granicy państwowej lub wykonujących zadania na rzecz porządku i bezpieczeństwa publicznego, a za zgodą Komendanta Głównego Straży Granicznej współpracować z zagranicznymi służbami celnymi, organami i instytucjami właściwymi w sprawach ochrony granic państwowych lub wykonującymi zadania na rzecz porządku i bezpieczeństwa publicznego, szkołami wyższymi, innymi instytucjami naukowymi oraz organizacjami międzynarodowymi.

## Struktura organizacyjna Centrum

### Komendant Centrum kieruje Centrum przy pomocy
- Zastępcy Komendanta Centrum
- Komendanta Pododdziałów Szkolnych
- Kierowników zakładów i samodzielnej sekcji
- Naczelników wydziałów
- Koordynator Referatu Nadzoru i Kontroli.

### Komendant Centrum nadzoruje bezpośrednio
- Zespół Stanowisk Samodzielnych
- Referat Kontroli
- Wydział Kadr
- Wydział Prezydialny
- Wydział Zabezpieczenia Szkolenia
- Samodzielna Sekcja Ochrony Informacji.

### Komórką organizacyjną Centrum kieruje
1. Kierownik – w zakładach i samodzielnej sekcji
2. Komendant – w pododdziałach szkolnych
3. Naczelnik – w wydziałach.

Wymienione osoby są przełożonymi podległych im funkcjonariuszy i pracowników.
Działalność Referatu Nadzoru i Kontroli koordynuje starszy specjalista – koordynator Referatu Kontroli.

### W skład Centrum wchodzą
- Komórki organizacyjne, o których mowa poniżej, oraz Zespół Stanowisk Samodzielnych i Referat Kontroli
- Komórkami organizacyjnymi Centrum są:
  - Zakład Organizacji Dydaktyki
  - Zakład Graniczny
  - Zakład Prawa i Administracji
  - Zakład Wychowania Fizycznego i Działań Specjalnych
  - Zakład Zabezpieczenia Technicznego Granicy
  - Zakład Humanistyczny
  - Zakład Kryminalistyki
  - Pododdziały Szkolne
  - Wydział Kadr
  - Wydział Prezydialny
  - Wydział Zabezpieczenia Szkolenia
  - Samodzielna Sekcja Ochrony Informacji.

### W skład Zespołu Stanowisk Samodzielnych wchodzą
- Radca prawny
- Kapelan (katolicki, greckokatolicki, ewangelicki i prawosławny)
- Starszy specjalista do spraw obronnych i zarządzania kryzysowego
- Specjalista do spraw przeciwpożarowych
- Specjalista do spraw bezpieczeństwa i higieny pracy.

## Komendanci CSSG
- płk dypl. Marek Śmiałkowski (07.05.1991–29.02.1992)
- płk dypl. Stanisław Manek (01.03.1992–30.09.1994)
- ppłk SG dr Lech Grochowski (01.10.1994–23.09.1998)
- płk SG Jarosław Suszek (24.09.1998–18.05.2003)
- płk SG Wiesław Mrugała[6] (19.05.2003–07.05.2007)
- ppłk SG Henryk Raczkowski (08.05.2007–02.03.2010)
- płk SG Andrzej Rytwiński (03.03. 2010–04.11. 2013)
- ppłk SG Dariusz Lutyński p.o. (05.11.2013–07.01.2014)
- płk SG Sławomir Kowalewski (08.01.2014–29.02.2016)
- płk SG Michał Stachyra (01.03.2016–21.11.2016)
- płk SG Roman Łubiński (22.11.2016–05.10.2017)
- płk SG Mirosław Doroszkiewicz p.o. (06.10.2017–11.10.2017)
- ppłk SG Andrzej Prokopski  p.o. (11.10.2017[7]–10.09.2018)
- płk SG Adam Pacuk (10.09.2018[8]–obecnie).